# Инфопарк
Ассоциация «Инфопарк» — научно-технологическая ассоциация, организация белорусских компаний-разработчиков программного обеспечения. Образована 4 декабря 2001 года в соответствии с Указом Президента Республики Беларусь № 234 "О развитии разработки и экспорта информационных технологий".

## История
Ассоциация «Инфопарк» создавалась как инструмент развития белорусской индустрии программирования и для формирования организационно-экономических условий, при которых ИТ-специалистам становилось бы привлекательнее и выгоднее работать в Беларуси, а не за её пределами. С помощью Ассоциации компании-члены могут выражать и защищать интересы в рамках своей профессиональной деятельности связанной с разработкой программного обеспечения. Инфопарк оказывает содействие созданию благоприятных финансово-экономических условий для членов Ассоциации.

## Члены Ассоциации
По состоянию на июль 2018 года Ассоциация «Инфопарк» объединяет 54 компаний-разработчиков информационных технологий различной формы собственности, в т.ч. компании с иностранными инвестициями и иностранные юридические лица. Члены Ассоциации "Инфопарк" предлагают широкий спектр программных продуктов и решений. Заказчиками и партнёрами предприятий-членов Ассоциации являются такие известные компании, как Alcatel, Hewlett-Packard, IBM, Microsoft, Novell, Oracle, SAP, Siemens, SUN и многие другие.
Производимые предприятиями Ассоциации продукты и услуги используются в различных отраслях промышленности, телекоммуникационной, транспортной и финансово-кредитной сферах, торговле, здравоохранении, системе науки и образования и других отраслях. Многие из программных разработок не имеют аналогов за рубежом.